# Mariënhof (Midwoud)
Het Mariënhof is een villacomplex bestaande uit een voormalige burgemeesterswoning, koetshuis en toegangshek. Alle drie de onderdelen zijn ingeschreven als rijksmonumenten, en gelegen aan de Dorpsstraat 24 te Midwoud in de Nederlandse provincie Noord-Holland. 

## Burgemeesterwoning
Het woonhuis is ontworpen door architect A.T. van Wijngaarden in 1867. Oorspronkelijk diende het Mariënhof als burgemeesterswoning. Het woonhuis is gebouwd in eclectische stijl gecombineerd met enkele invloeden van de chaletstijl. De voorzijde is voorzien van een rijk gedecoreerde topgevel en een balkon met smeedijzeren hekwerk.

## Koetshuis
Het koetshuis van het villacomplex is gebouwd in 1867, op een rechthoekig grondplan. Het bouwwerk heeft een overstekend zadeldak, gedecoreerd met windveren. Aan de voorkant bevinden zich schuifbare paneeldeuren. Zowel links als rechts van deze deuren zijn rondboogvormige vensters te vinden met 3 andreaskruisen.

## Toegangshek
Het uitbundig gedecoreerde toegangshek staat op een brug over een sloot die het Mariënhof scheidt van de Dorpsstraat. Het toegangshek is versierd met hekwerk voorzien van pijlpunten, gietijzeren pijlers, pijnappelbekroning en gesmede zijvoluten.

## Varia
In de regio West-Friesland zijn nog twee andere bouwwerken te vinden ontworpen door A.T. van Wijngaarden, die vrijwel identiek zijn aan deze villa. De beide andere bouwwerken zijn de hervormde pastorie van Nieuwe Niedorp en de hervormde pastorie van Aartswoud.